# PLM E-1
Die PLM E-1 war eine batteriebetriebene Lokomotive der Compagnie des chemins de fer de Paris à Lyon et à la Méditerranée (PLM). Das 1897 fertiggestellte Versuchsfahrzeug war nur ein beschränkter Erfolg.

## Geschichte

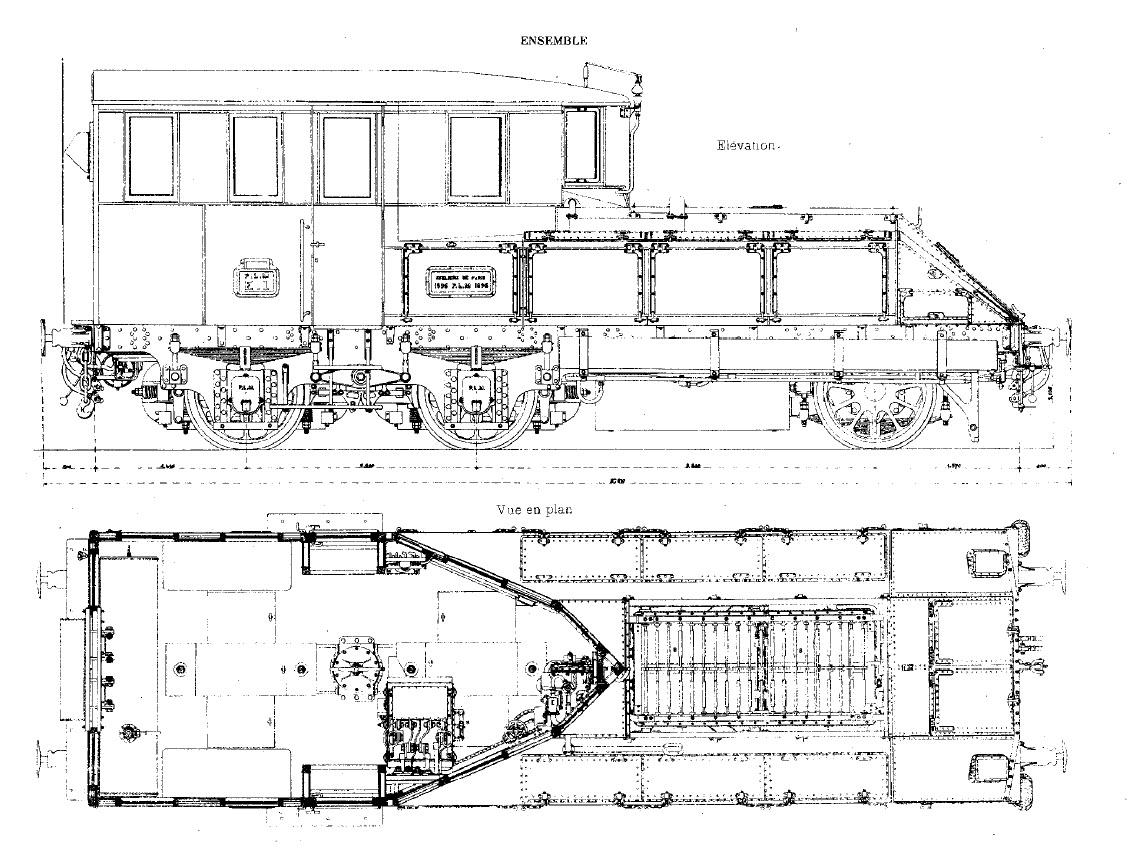
Maßbild

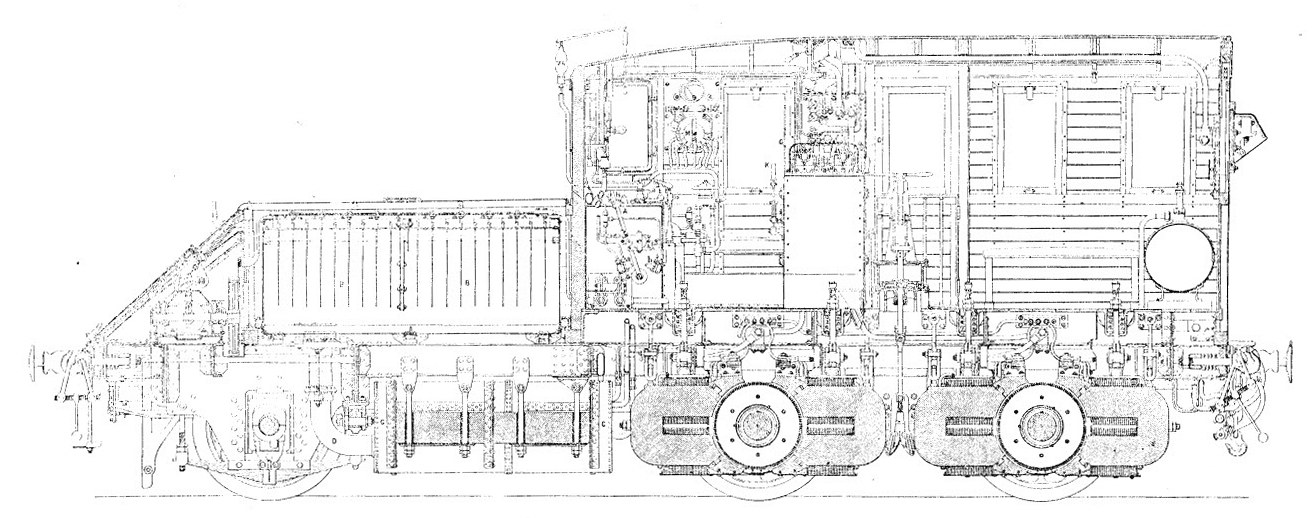
Längsschnitt

Der bei der PLM beschäftigte Ingenieur M. Auvert befasste sich mit der elektrischen Zugförderung. Er arbeitete in den 1890er-Jahren an einer Lokomotive für Batteriebetrieb, die auch in der Lage sein sollte, höhere Geschwindigkeiten zu erreichen. Diese Lösung wurde gewählt, damit die Antriebstechnik untersucht werden konnte, ohne zuerst eine Energieversorgung mit Oberleitung aufbauen zu müssen und ohne sich mit der Stromabnahme vom Fahrdraht zu befassen.
Die Lokomotive wurde 1897 in Betrieb genommen und erreichte bei Versuchsfahrten als erste elektrische Lokomotive der Welt eine Geschwindigkeit von 100 km/h. Die verwendeten Bleibatterien wurden in einem vierachsigen Gepäckwagen hinter der Lokomotive hergeführt, gaben aber zu wenig Leistung ab. Mit einer Last von 100 Tonnen erreichte die Lokomotive bloß eine Geschwindigkeit von 75 km/h, was nur etwa der halben Leistung einer üblichen Schnellzugdampflokomotive entsprach. Die Ingenieure wendeten sich deshalb dem Einphasenwechselstrom-System zu und bauten eine Versuchslokomotive für den Betrieb mit Energieversorgung aus der Oberleitung.
Die Lokomotive war bei der Weltausstellung Paris 1900 in den Hallen der Schienenfahrzeugausstellung im Bois de Vincennes ausgestellt.

## Technik
Das dreiachsige Fahrwerk bestand aus einem vorderen Laufradsatz mit Innenlager, der um 15 mm seitlich verschiebbar war, und den beiden starr im Rahmen gelagerten Treibachsen mit Außenlager. Im hinteren Teil der Lokomotive befand sich das Führerhaus mit dem Fahrschalter, dem Führerbremsventil und der Handbremse. In den flachen Vorbauten befanden sich der Luftpresser, ein Anfahrwiderstand und die Bleibatterien für die Steuerstromversorgung, den Betrieb des Luftpressers und Erregerwicklungen der Fahrmotoren. Die Batterien auf der Lokomotiven bestanden aus 18 Zellen, was eine Nennspannung von 36 V ergab. Sie konnten auch für die Versorgung der Fahrmotoren verwendet werden, ließen aber nur sehr kleine Geschwindigkeiten im Bereich von 3 bis 6 km/h zu. Der Fahrstrom wurde normalerweise von den zwei Batteriesätzen im Gepäckwagen geliefert, der mit vier Kabeln an die Lokomotive angeschlossen war. Jede Batterie bestand aus 96 Zellen und lieferte eine Spannung von knapp 200 V. Die zweipoligen Achsmotoren waren dauernd in Reihe geschaltet, um zu verhindern, dass der Batteriestrom zu groß wird.